# Bath Avenue crew
De Bath Avenue crew was een Italiaans-Amerikaanse criminele bende die actief was in de jaren 90.
De bende opereerde vanuit Bensonhurst te Brooklyn in New York en was genoemd naar de buurt Bath Avenue. Ze hielden zich veelal bezig met inbraken, autodiefstal, drugdeals, rip-offs, roofovervallen en zelfs moord.
De bende was ontstaan uit een groepje jonge straatcriminelen die zich bezighielden met inbraken in elektronicazaken en autoradiodiefstallen. Ze hingen vaak rond op straat rond een bar genaamd The Pigeon van wie Anthony Spero (1929–2008), een baas in de familie Bonanno, de eigenaar was. Een van de vaste bezoekers was Bonannosoldaat Joseph Benanti. Benanti was van mening dat deze groep jonge criminelen aanleg had voor grotere criminaliteit. Hij bracht de groep samen en liet een bende vormen. Ze lieten allemaal een tatoeage op hun enkel zetten, een schietschijf met een nummer erin, de leider Paul Gulino kreeg nummer 1. In februari 1993 vond er een voorval plaats waardoor vele leden jaren later gearresteerd zouden worden, namelijk de moord op een huisvrouw genaamd Judith Shemtov.
Gulino gaf Spero tijdens een woordenwisseling begin juli 1993 een duw, een halsmisdrijf in maffiakringen. Calco en Reynolds, de bendeleden op wie Gulino het meest vertrouwde, schoten hun leider kort daarop in opdracht van Spero dood.
Enkele leden van The Bath Avenue crew waren :
- Joseph Benanti, oprichter van de Bath Avenue Crew.
- Paul Gulino, “Paulie Brass” († 25 juli 1993), leider van de Bath Avenue Crew.
- Francesco DeFrancisi
- Tommy Reynolds, in februari 1993 was hij degene die Judith Shemtov doodschoot bij een mislukte roofoverval in de rijke buurt Meade Loop te Staten Island in New York. Hij zit op dit moment een levenslange gevangenis straf uit.
- Jimmy Calandra
- Michael Yammine
- Anthony Gonzales
- Joey Calco